# یواس‌اس فاکس (سی‌جی-۳۳)
یواس‌اس فاکس (سی‌جی-۳۳) (به انگلیسی: USS Fox (CG-33)) یک کشتی بود که طول آن ۵۴۷ فوت (۱۶۷ متر) بود. این کشتی در سال ۱۹۶۴ ساخته شد.